# Camille Leblanc-Bazinet
Camille Leblanc-Bazinet (Richelieu, Quebec, 10 d'octubre de 1988) és una atleta professional de CrossFit. És la guanyadora de l'edició 2014 dels CrossFit Games. A més és reconeguda per la seua vessant com a alçadora de pes, havent-se classificat per a diverses competicions relacionades amb la disciplina.

## Biografia
Leblanc-Bazinet va néixer a Richelieu, Quebec el 10 d'octubre de 1988, el seu pare és Danielle Leblanc, que ha competit en diverses competicions de Crossfit.
De jove va practicar gimnàstica a nivell competitiu durant vora 14 anys, però als 16 anys va deixar-ho després de trencar-se el maluc. En recuperar-se, va començar a jugar a futbol i voleibol, arribant a ser la capitana de l'equip de futbol flag de l'escola.
Camille també fa mitja marató, esquia, i juga al rugbi. En una entrevista va dir que va començar al CrossFit després que en una festa de l'equip, un senyor li va dir que no estava en bona condició física. Abans de començar amb el Crossfit, els seus pares estaven totalment en contra i els seus amics creien que era una disciplina perillosa.
A l'edició 2017 dels CrossFit Games, va lesionar-se el muscle en caure des de la bicicleta en la prova de ciclocross. Va recol·locar-se'l ella mateixa i continuar amb la competició, però va retirar-se en saber que la següent prova suposava un gran esforç per al muscle.
A finals de 2019 anuncià que no tornaria a competir al CrossFit Games. Sí ho feu a l'Open del 2019, on tot i no classificar-se per a l'esdeviment final, quedà a la segona posició en la competició per equips amb CrossFit Krypton.
També mostrà la seua intenció de participar en els Jocs Olímpics de 2020 a Tòquio competint en la modalitat d'aixecament de peses.